# Nannothelypteris seramensis
Nannothelypteris seramensis är en kärrbräkenväxtart som beskrevs av Kato. Nannothelypteris seramensis ingår i släktet Nannothelypteris och familjen Thelypteridaceae. Inga underarter finns listade.